# Svatava Ondráčková
Svatava Ondráčková (* 2. dubna 1936 Český Těšín) je česká botanička.

## Biografie
Narodila se 2. dubna 1936 v Českém Těšíně. Od roku 1961 pracovala v Západomoravském muzeu v Třebíči (nynější Muzeum Vysočiny Třebíč). Mezi lety 1969–1998 redigovala a připravovala Přírodovědecký sborník Západomoravského muzea v Třebíči, tam také publikovala. V muzeu pracovala až do odchodu do důchodu v roce 1993. Nadále s muzeem ale spolupracovala mimo jiné na redakci sborníku. Od roku 1993 do roku 1998 spolu s manželem pracovala na projektu Ekologie a energetika.
Pracovala ve výzkumu údolí řeky Jihlavy před stavbou Dalešické přehrady. Publikovala ve sbornících a napsala několik knih, mimo jiné je spoluautorkou monografie Příroda Třebíčska (1980), publikovala v časopise Naším Krajem, ve sborníku Západomoravského muzea a dalších.